# Le Palais d'Ali Baba
Het Paleis van Ali Baba
Le Palais d'Ali Baba  était un parcours scénique de type barque scénique du parc d'attractions belge Walibi, en fonction de 1985 à 2001. Il est remplacé par la suite par Popcorn Revenge, un parcours scénique interactif construit dans le même bâtiment et inauguré en 2019.

## Pendant son exploitation

### Description

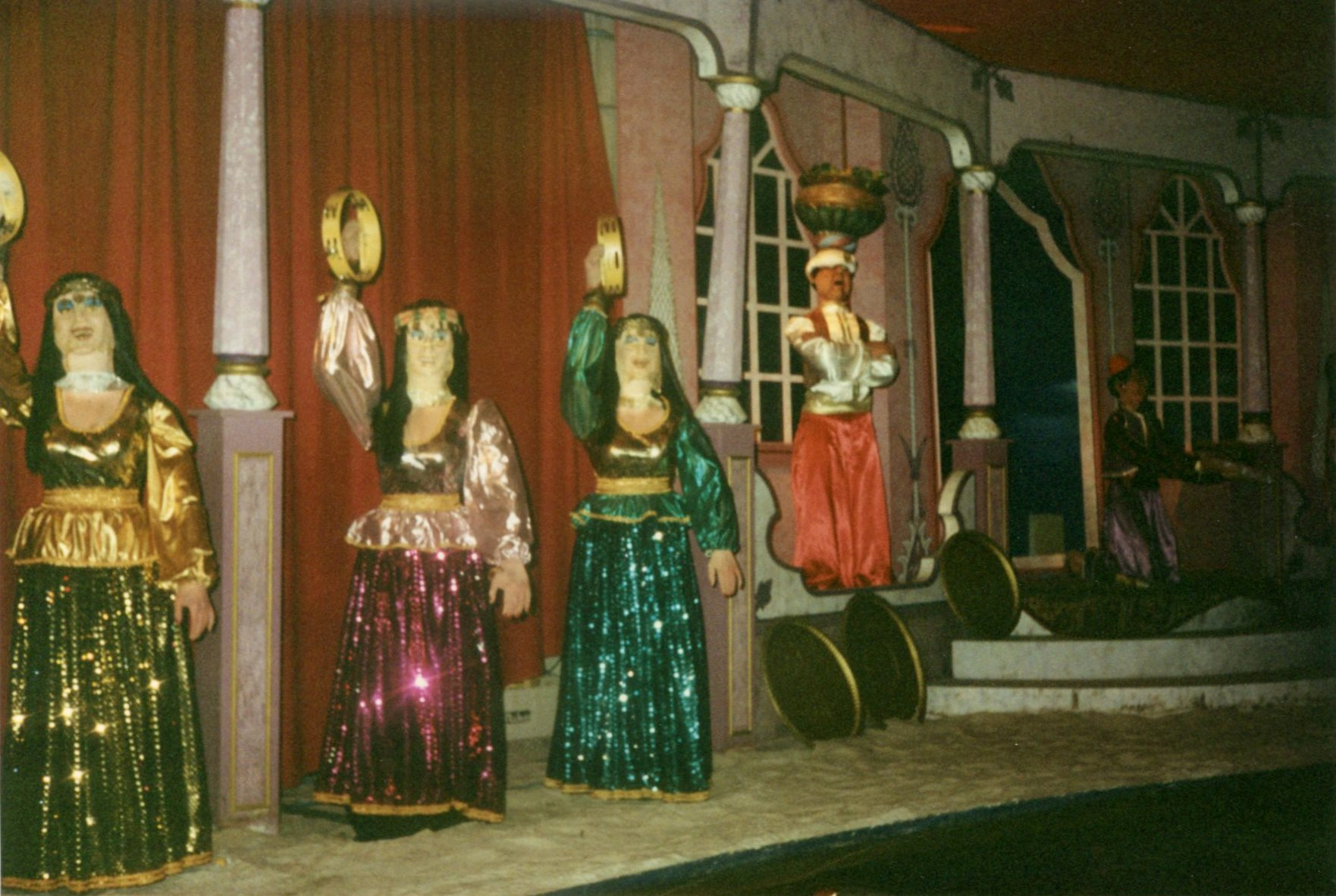
La Salle du trône.

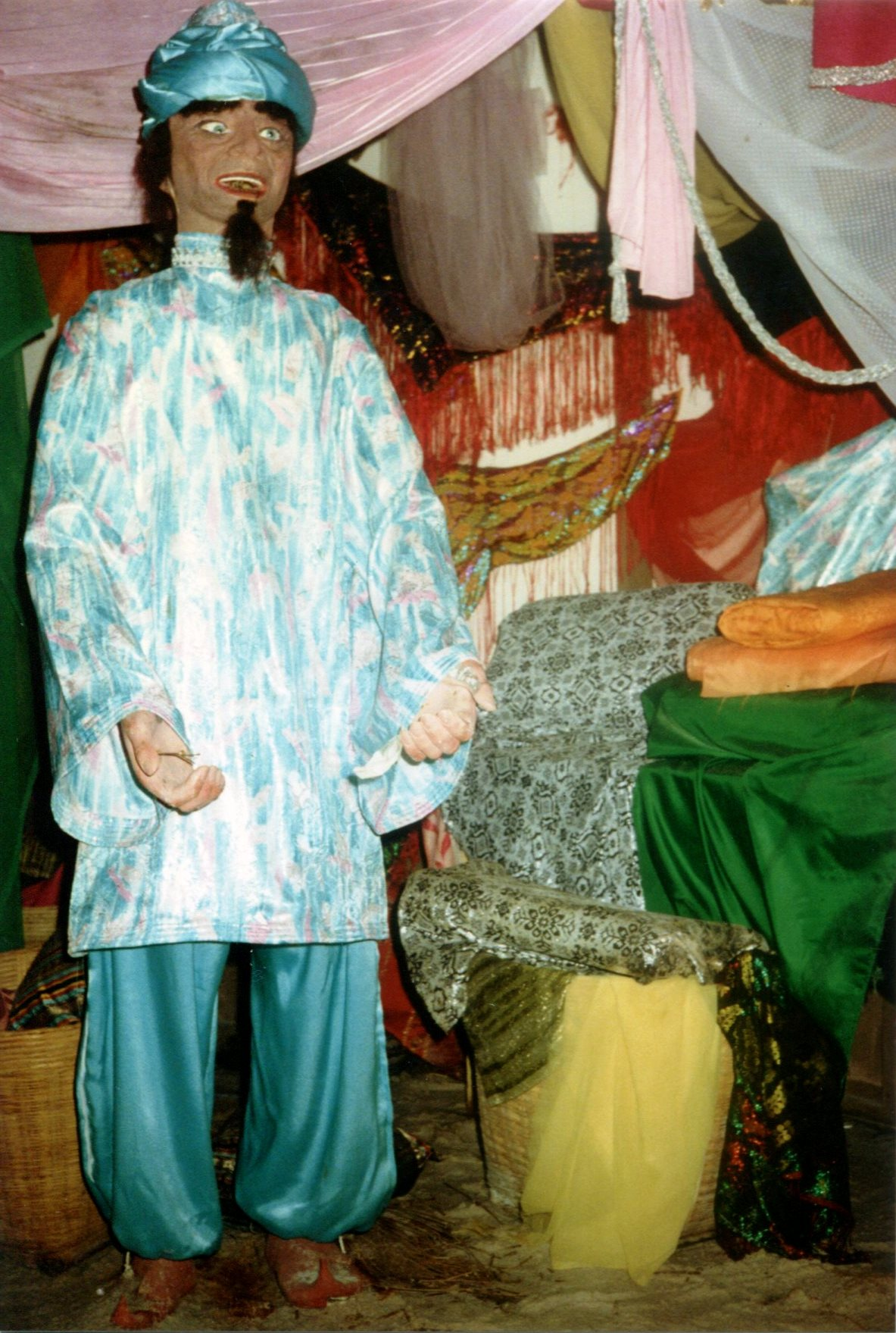

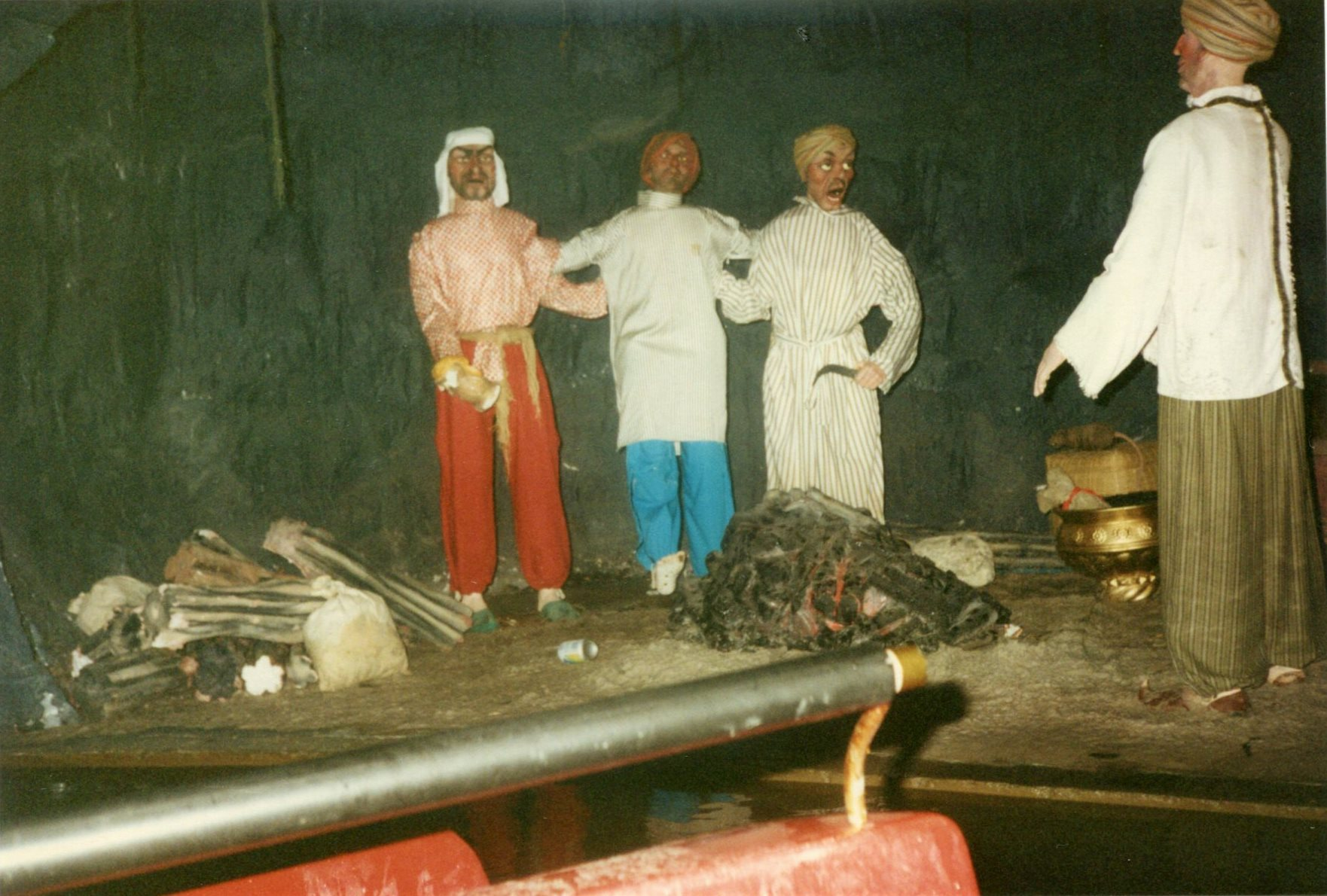
Les cavernes.

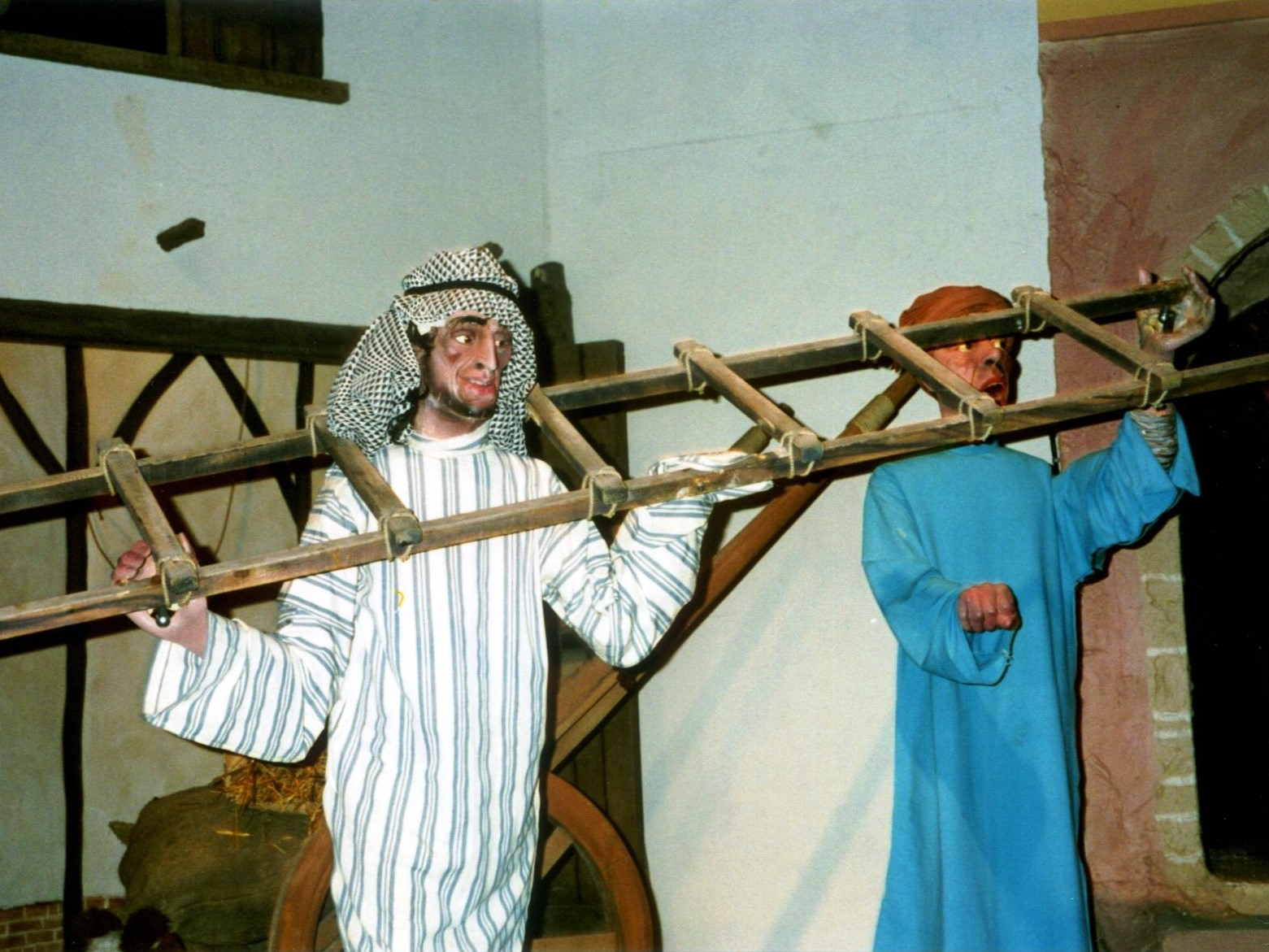
Le Marché oriental.

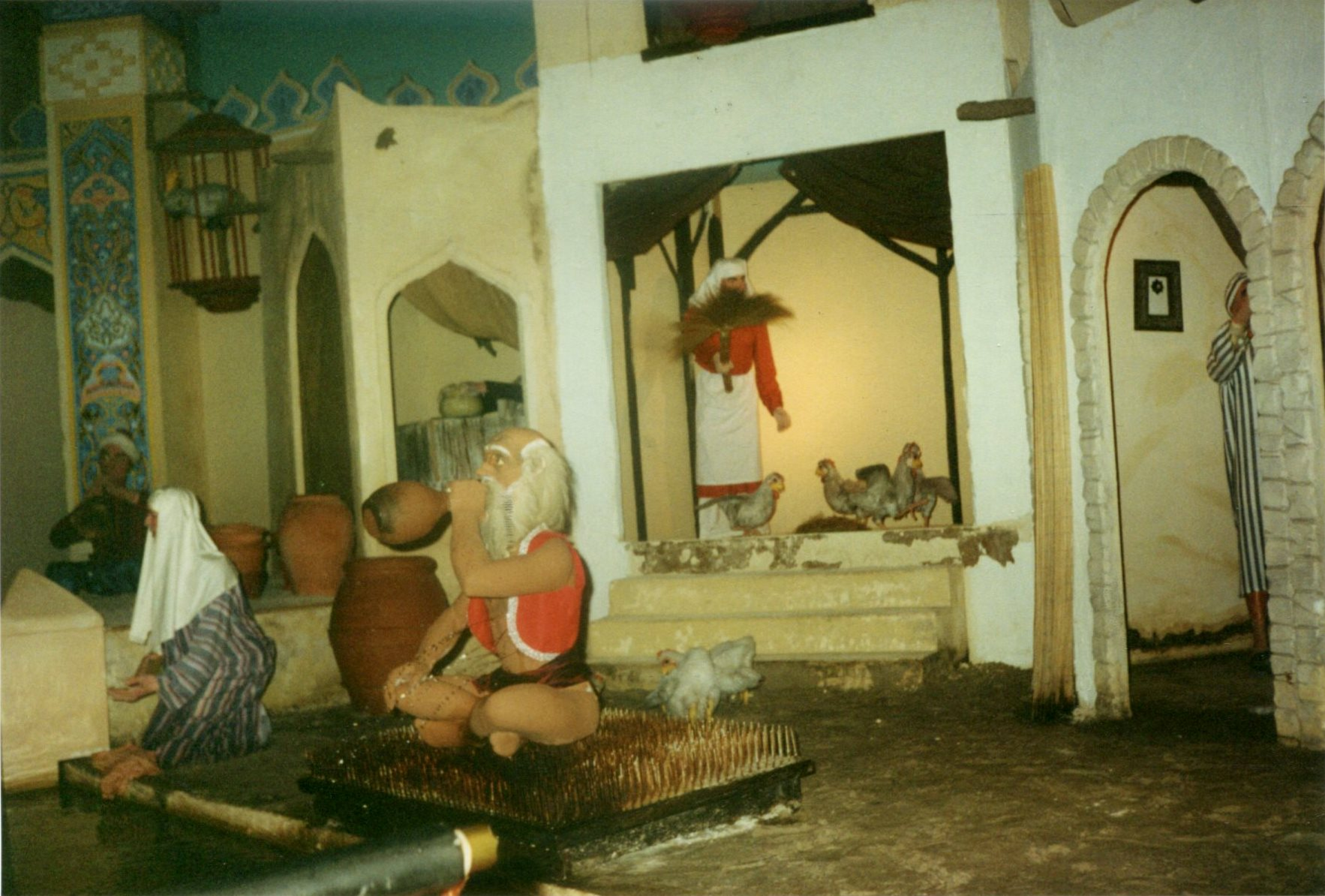
Fakir au Marché oriental.

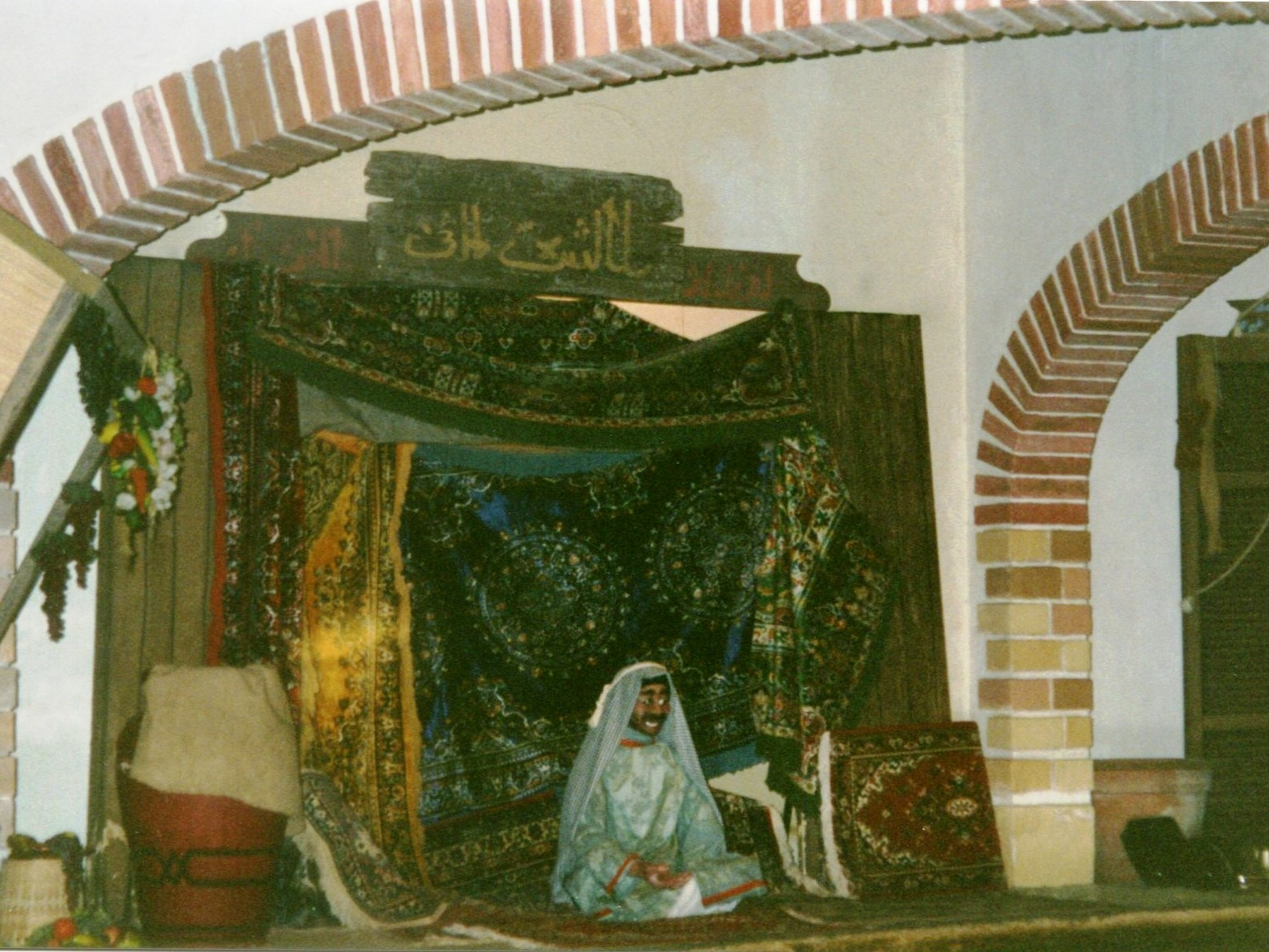
Le Marché oriental.

Le Palais d'Ali Baba propose aux visiteurs un voyage dans un conte à l'intérieur d'un palais oriental digne des Mille et Une Nuits. Avec comme hôte le personnage d'Ali Baba, cette attraction de type barque scénique ouvre ses portes en 1985. Elle est située dans la section Ali Baba qui occupe la partie orientale du parc. Son thème est Les contes des Mille et Une Nuits à l'image de Fata Morgana à Efteling. Sa façade colorée est constituée d'un minaret et de coupoles dorées. Elle prend place dans un bâtiment dans lequel est construit un canal doté d'une petite chute. Celui-ci est le parcours emprunté par les bateaux. Dans des barques apparentées à l'attraction le Secret de la Licorne, les passagers répartis sur cinq rangées de quatre sièges découvrent huit différents tableaux où effets spéciaux et cent vingt animatroniques à microprocesseurs et vérins pneumatiques sont au rendez-vous. Le parc déclare que la capacité de l'attraction atteint les deux-mille personnes par heure.
Grâce à une petite chute, l'embarcation commence son parcours avec une plongée. Le premier tableau est la Salle du trône dotée de colonnes et de larges fauteuils aux dossiers en forme d'arc outrepassé brisé. Les invités à la cour du Sultan discutent, interagissent, fument le narguilé lors de cette fête pendant que des musiciens divertissent l'assemblée. Des acrobates et un guépard apprivoisé se côtoient. Les danseuses du ventre font preuve d'agilité pour les yeux gourmands du Sultan. La deuxième scène est le Jardin des amoureux. Ceux-ci sont sous un kiosque entouré de fontaines et de couples d'animaux. Le troisième tableau est la ville magique. Plongée dans la lumière noire, la scène est surplombée par un tapis volant, un cheval ailé, un bateau volant avec son capitaine utilisant sa longue-vue et un cavalier chevauchant une tortue volante de part et d'autre d'un arc-en-ciel. Le quatrième tableau est la scène de rêve. Le cinquième tableau est le Bouddha qui apparaît et disparaît grâce à la technique du fantôme de Pepper (Pepper's ghost).
La sixième scène est nommée les cavernes, dont la Caverne d'Ali Baba face au trésor, ses gardiens armés et ses vautours perchés sur des statues apparentées aux statues mésopotamiennes de shedus. L'effet du fantôme de Pepper est à nouveau utilisé pour simuler l'ouverture de la caverne. Zébré par des éclairs, le septième tableau est la scène de tempête habitée par un dragon marin et un navire échoué sur une eau sombre. Créés artificiellement, le tableau est baigné par la pluie et le vent. La huitième et dernière scène est le Marché oriental fréquenté par divers personnages dont un charmeur de serpents, des voleurs, un chien, un chameau et un habitant criant à la fenêtre. Assis sur sa planche à clous, le fakir boit de l'eau qui s'échappe par la peau trouée de son torse. Jouxtant tapis orientaux et palmier, divers marchands essaient de vendre toute sorte de babioles au passant et des quémandeurs mendient quelques pièces en divers langues.

### Histoire
C'est pour célébrer l'année 1985 qui marque son dixième anniversaire que Walibi se lance dans un nouveau défi en imaginant entièrement à partir d'une page blanche une zone thématique : Ali Baba et les Mille et une Nuits, communément abrégée Ali Baba. Elle est située sur 6 000 m2 d'une parcelle jusque-là en friche de l'autre côté du premier lac ; accessible au public, ceci permet désormais d'en faire le tour complet. Ce quartier réunit diverses attractions et activités autour du même thème qui se veulent appréciées par les petits et surtout par les adultes, avec de véritables palmiers, des décors composés de coupoles, minarets et fontaines. Après être passé par la porte qui fait office d'entrée de la grande place, le visiteur trouve un spectacle d'automates nommé Orgue Magique, le carrousel Sinbad, le tir à pipes électronique Fantasia, une petite plaine de jeux avec le mini labyrinthe Djinn et la piscine magique ainsi que le fast-food Kalif Burger, un glacier et son attraction phare le Palais d'Ali Baba.
Pour mener à bien cette réalisation et sa scénographie, le parc wavrien s'associe avec l'entreprise anglaise Space Leisure, spécialisée dans la conception, la création architecturale à thème et la construction d'animatroniques,,. Un concept art est dessiné et une maquette est réalisée.
À la suite de retards dans l'acheminement des pièces de décors, le Palais d'Ali Baba est seulement mis en fonction une première fois la veille de l'inauguration. Un problème technique qui suscitera le rire des personnalités présentes empêche le bon déroulement du tour le jour de l'inauguration. Valmy Féaux, ministre wallon de l'Environnement et de la Vie rurale, sera d'ailleurs aspergé d'eau. En présence de journalistes conviés pour rapporter l'ouverture de l'attraction, de Valmy Féaux et des équipes du parc, les barques surchargées sont mises en marche et s'immobilisent ensuite sous la cascade dans le premier tournant, après la petite chute. Assis avec les autres passagers, Yves Meeùs et Dominique Fallon pénètrent dans le canal et poussent leur bateau. Deux membres de l'équipe technique s'occupent de la deuxième barque de la même manière. L'attraction ouvre durant la semaine du 26 mai 1985, des réajustements sont réalisées les premiers jours, ce qui l'empêche d'être accessible en permanence pour les visiteurs.
L'investissement représente 150 millions de francs belges (environ 3,75 millions d'euros). Malgré l'engouement du public, cette nouveauté ne se traduit pas par une importante augmentation de la fréquentation telle qu’espéraient les dirigeants, mais convainc définitivement le patron de Walibi Eddy Meeùs de créer des sections thématiques. La collaboration avec la société Space Leisure sera amenée à se répéter à l'avenir pour d'autres projets.
Un circuit de bouées baptisé Radja River est intégré à la zone Ali Baba en 1988. Le système donnant vie aux animatroniques est remplacé par la technique du moteur pas à pas pour plus de fluidité. Des démonstrations de fakir ont lieu sur la scène de la place. En 1994, le numéro de magie de Fredini et Cindy succède au spectacle d'automates Orgue Magique. La piscine magique et le tir Fantasia sont ensuite retirés.
Le 15 décembre 1997, Eddy Meeùs négocie la vente du groupe Walibi avec l'entreprise américaine Premier Parks. L'acquisition du groupe est clôturée le 24 mars 1998. Rebaptisé Six Flags, l'opérateur américain investit dans de nouveaux manèges et laissent dans leur jus les attractions contemplatives telles le Palais d'Ali Baba. Elle ferme ses portes en 2001 pour cause de mauvais entretien.

### Ali Baba et Fata Morgana
Selon diverses interprétations dont celle d'Efteling, l'attraction de Walibi est une copie de Fata Morgana. Le projet de Fata Morgana naît en 1981, son ouverture est tout d'abord prévue en 1984, puis est projetée pour 1985. La construction démarre finalement en 1985 et elle ouvre en 1986.
Pour l'ouverture du Palais d'Ali Baba en 1985, Efteling découvre divers éléments dont deux tableaux évoquant des dessins de Ton van de Ven, concepteur de l’attraction néerlandaise. Il s'agit de la scène d'ouverture et de la scène finale à Wavre. Des rumeurs d'espionnage commercial sont évoquées. Plus tard, il semble qu'un membre du personnel d'Efteling en est la cause et sera licencié. Efteling déclare dans une interview au printemps 1986 à propos de la copie : « Naturellement que ce n'est pas bien, mais Fata Morgana est de toute façon beaucoup plus grande et est bien plus coûteuse ». Bien que très appréciée, l'attraction de Walibi rencontre moins de succès que celle d'Efteling. Presque trente ans plus tard, Dominique Fallon nie les faits : « Déjà lors d'une réunion en 1983, nous avions décidé : nous offrons des sensations, mais il manque quelque chose de l'ordre de l'imaginaire. Nous en sommes donc venus aux Mille et Une Nuits. ».

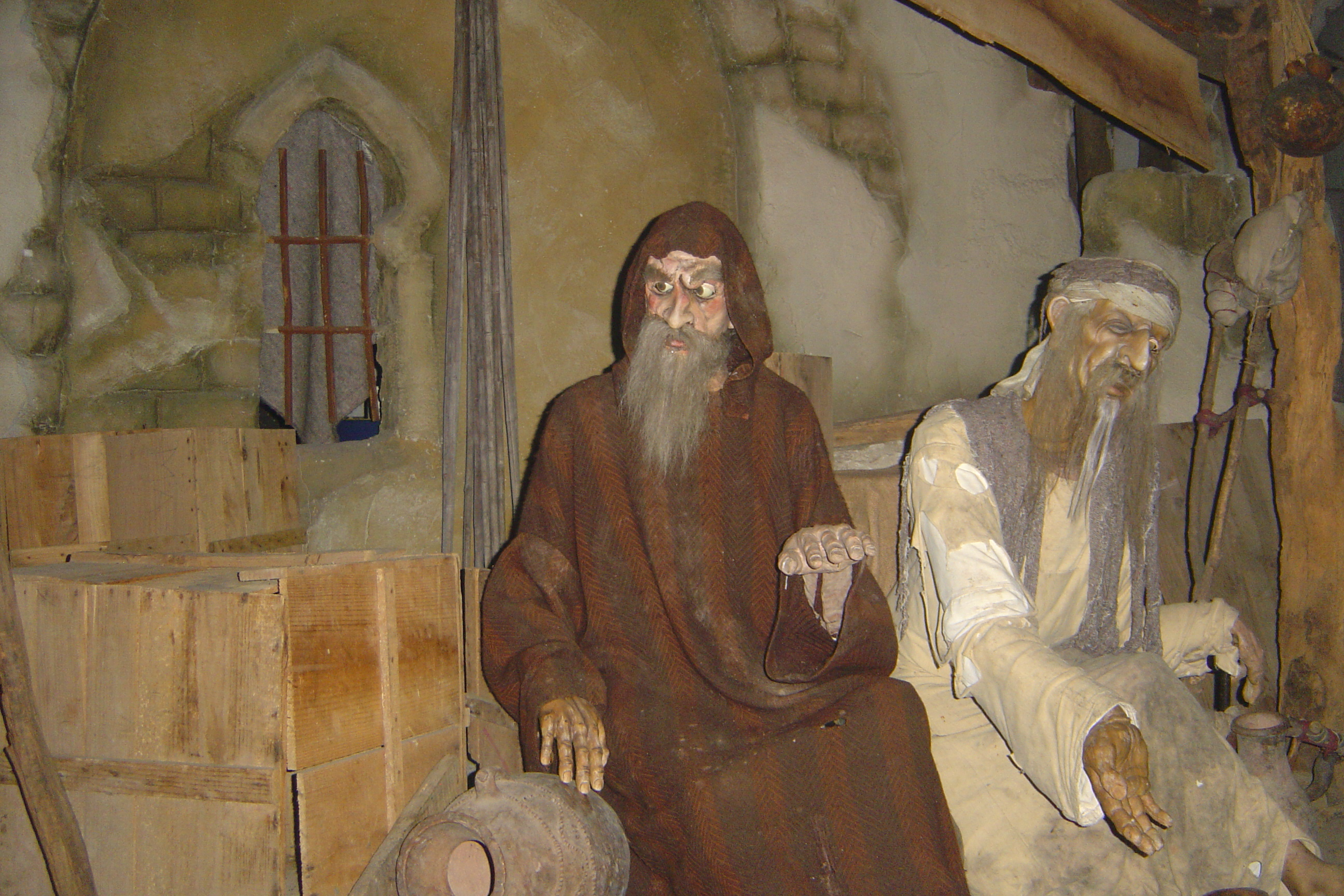
Fata Morgana : mendiants.
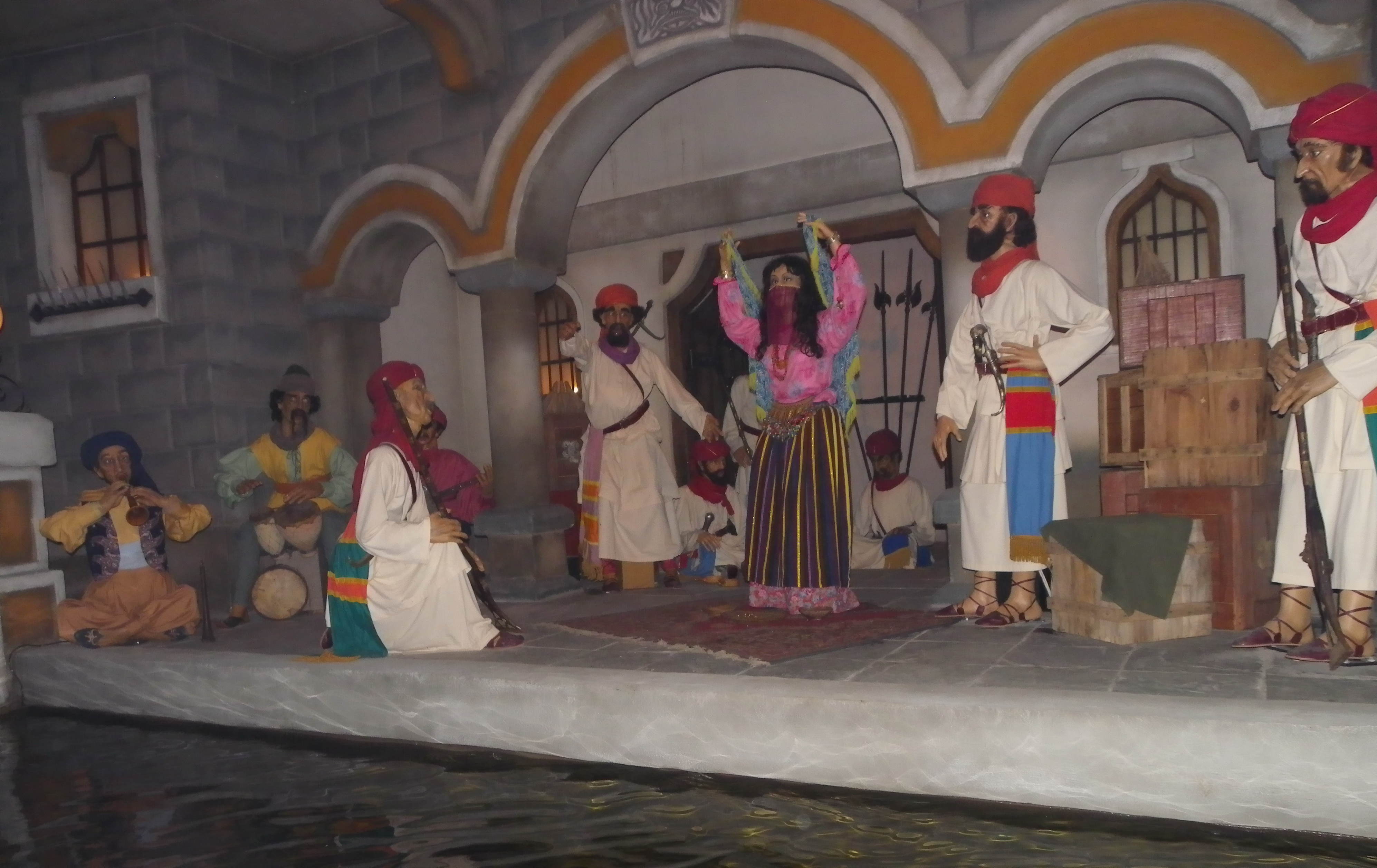
Fata Morgana : gardiens armés et danseuse du ventre.

## Après la fermeture

### Reconversion

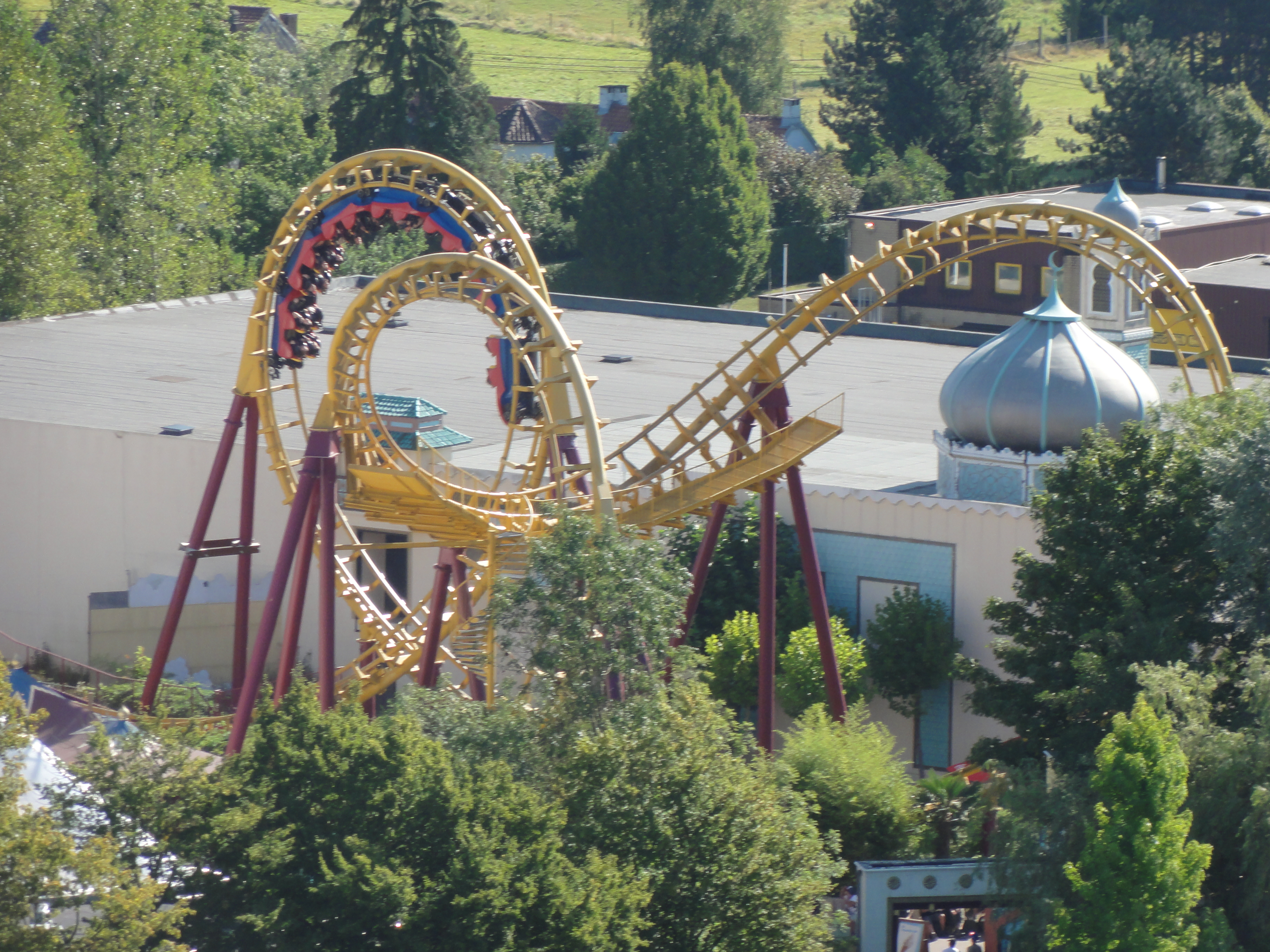
Cobra devant le bâtiment du Palais d'Ali Baba.

En 2000, Six Flags ouvre avec succès pour la période d'Halloween quelques-uns de ces parcs en Europe dont Walibi Belgium. Durant l'intersaison 2000-2001, la place Ali Baba et ses activités sont détruites pour l'installation des montagnes russes Cobra.
Accessible uniquement à Halloween, le Palais d'Ali Baba est remodelé en 2002 en maison hantée pour cet événement saisonnier. Les promeneurs empruntent à pied le canal vidé de son eau au milieu des décors maquillés sur le thème horrifique,. Le nom des maisons hantées mises en place dans le bâtiment change au fil des années : Le Palais des 1001 nuits, Monster Circus, Project Z, Project InvaZion et Lumberjack. Cette activité saisonnière se poursuit après les transformations et l'ouverture de Popcorn Revenge. Nagulai est son nom lors de la saison 2019.

### Popcorn Revenge
Walibi Belgium annonce le 22 juin 2017 son plan d'investissements pluriannuel qui s'élève à 100 millions d'euros. En 2019, un total de dix-sept millions d'euros est investi et deux zones reçoivent une thématique. Pour un montant de neuf millions d'euros, la première se nomme Karma World : il s'agit de la zone du Cobra, anciennement Ali Baba et les Mille et Une Nuits de 1985 à 1997. Déclinée sur le thème des Indes orientales et Bollywood, elle accueille Popcorn Revenge, un parcours scénique interactif de type Erratic Dark Ride du constructeur belge Alterface Projects associé aux compagnies néerlandaises JoraVision et ETF Ride Systems,. Erratic Dark Ride est une évolution de Spinning Interactive Dark Ride du même constructeur.
Sur 400 m2, cette nouvelle attraction dont le débit est de 550 personnes par heure prend place dans le bâtiment du Palais d'Ali Baba,,. Popcorn Revenge est constitué de sept véhicules de six places évoluant aléatoirement dans six des sept scènes dotées d'écran que contient l'attraction. Ces sept tableaux dépeignent des scènes mythiques du cinéma : film de pirates, film de fantasy, film de super-héros, film d'horreur et film de science-fiction.
Les véhicules évoluent selon un trajet interactif non linéaire, c'est-à-dire qu'ils ne suivent pas obligatoirement le même tracé. Ils peuvent se déplacer de manière dynamique d'une scène à l'autre ou d'une pièce à l'autre, sans être liées à une séquence fixe par des rails.
Le scénario met en avant le héros du film : le pop-corn. Celui-ci lutte pour survivre jusqu'à la fin du film et pour ne pas tomber dans la bouche du public. Il appartient aux joueurs de sauver le monde du cinéma avec leurs pistolets interactifs face au pop-corn fou.
Un nouveau restaurant avec une terrasse donnant sur le lac est également construit dans ce quartier la même année.
En novembre 2019, l'attraction reçoit un Thea Award for Outstanding Achievement - Attraction, Limited Budget par la Themed Entertainment Association.